# El profeta Isaías (El Greco, Illescas)
El profeta Isaías fue una escultura que antaño formó parte de un importante conjunto artístico, obra del Greco, en el Santuario de Nuestra Señora de la Caridad, en Illescas (Toledo).
El Greco diseñó, entre 1603 y 1605, cuatro estatuas para el presbiterio del Santuario de Nuestra Señora de la Caridad, que completaban el simbolismo de los importantes lienzos que allí dispuso. Formaban parte de un programa iconográfico complejo, pero de gran coherencia, en torno a la Imagen milagrosa de la Virgen de la Caridad, que centra el gran retablo situado en el mencionado presbiterio. Estas cuatro estatuas eran:
1. La Fe; Situada sobre el frontón del cuerpo principal del retablo, a la izquierda de La Virgen de la Caridad (El Greco)
2. La Esperanza; Situada sobre el frontón del cuerpo principal del retablo, a la derecha de dicho lienzo.
3. El profeta Isaías; En la hornacina de la pared lateral derecha del presbiterio, Lado de la epístola.
4. El anciano Simeón; En la hornacina de la pared lateral izquierda del presbiterio, Lado del evangelio.[2]

Las cuatro esculturas fueron destruidas por elementos revolucionarios durante la guerra civil española, en 1936. Las estatuas de la Fe y de la Esperanza han sido substituidas por copias modernas en la cornisa del retablo, mientras que la del profeta Isaías y la del anciano Simeón han desaparecido irremediablemente, substituidas por otras de diferente temática.

## Análisis de la obra
- Paño enyesado y pintado, sobre un núcleo de madera.

En ambas paredes laterales del presbiterio, El Greco colocó sendos nichos de orden toscano, con un entablamento partido de estuco pintado imitando mármol, recurso plenamente manierista. La estatua del profeta Isaías estaba situada en el nicho del lado derecho del espectador, o lado de la epístola. Dicha estatua llevaba una filacteria con la cita del Libro de Isaías: [Isaías 7:14] que la conectaba con el lienzo de la La Natividad (El Greco, Illescas), situado encima, señalando así uno de los Siete gozos de María.
El estilo de las estatuas de Isaías y de Simeón revela un cambio radical con respecto a las de los Retablos de Santo Domingo el Antiguo. Como señaló Cossío, semejan pinturas, y el procedimiento de enyesar paños sobre un núcleo de madera es poco artístico, aunque fuera usado con cierta frecuencia en imágenes religiosas españolas de aquella época. Las ondulaciones de los pliegues resultan mucho menos afortunadas que los de las pinturas tardías del Greco. Incluso antes de su destrucción en 1936, estaban muy deterioradas por una pésima restauración de la policromía en 1902. Según Wethey, estas dos obras no añadían nada a la fama artística del maestro cretense.